# McLaren MP4/8
A McLaren MP4/8 egy Formula–1-es versenyautó, amit a McLaren tervezett az 1993-as bajnokságra. A Hondával való szerződés felbontását követően a csapat motorszállítója a Ford lett, emellett Neil Oatley tervező számos újítást bevezetett: aktív felfüggesztést, félautomata váltót, és kipörgésgátlót.
Miután Ayrton Senna 1993-ban a Williams csapathoz kívánt szerződni, ezért előzetesen a Mika Häkkinen - Michael Andretti versenyzőpárost jelentette be a McLaren. Azonban Alain Prost visszatérése keresztülhúzta a számításokat, így Senna és Andretti lettek a csapat párosa.
Ebben az évben a brit BBC televízió A Season with McLaren címmel dokumentumfilm-sorozatot forgatott a csapattal, melyben a versenyautó is szerepelt.

## A motor
A gazdasági recessziónak köszönhetően a Honda úgy döntött, abbahagyja a költséges Formula–1-es szereplést, és inkább más területekre koncentrál. Ez kellemetlen volt a McLaren számára, hiszen a partneréveket végig dominálták. Ron Dennis megpróbálta megszerezni a Renault-motorokat, sikertelenül. A csapat végül a Forddal szerződött le, ami nem volt egy szerencsés helyzet, lévén a Ford teljesítménye kisebb volt, mint a Renault-motoroké, ráadásul ez a Ford-motor partnerszállítás útján került hozzájuk, mivel a Benetton-csapat kapta az erősebb és újabb fejlesztésű motorokat helyettük, mint kvázi gyári csapat. A McLaren-motorja 20 lóerővel gyengébb volt, mint a Benettoné, és 80 lóerővel gyengébb, mint a Williams-Renault. A brit nagydíjtól kezdve aztán már ők is a gyári motort kapták, valamint a TAG házon belüli fejlesztései is sokat javítottak a teljesítményen.

## Az évad
Senna kezdetben elégedett volt az autóval, de aztán úgy érezte, annak teljesítménye elégtelen, ezért versenyről versenyre hosszabbította meg a csapattal a szerződését, 1 millió dollárért. Sokak szerint ez csak egy marketingfogás volt, hogy a szponzorok érdeklődését fenntartsák. A Ford V8-asa könnyebb volt, mint a Renault V10-ese, utóbbi viszont erősebb volt. És még ennek ellenére is remekül kezdték az idényt: Senna az év első hat versenyéből hármat megnyert, köztük a Monacói Nagydíjat hatodjára, illetve a felejthetetlen esős versenyt a Doningtonban megrendezett Európai Nagydíjon, ahol úgy lett győztes, hogy a szakadó esőben egy kör alatt négy autót is megelőzött.
A kisebb tengelytáv és a szerkezet miatt is kisebb volt az autó, mint a nagy rivális Williams FW15C, amit Alain Prost vezetett. Prost Kanada után átvette a bajnokságban a vezetést, míg Senna a harmadik helyre esett vissza. Prost világbajnok lett két futammal a bajnokság vége előtt, így Senna nyugodtabban koncentrálhatott a győzelemre: mindkét hátralévő futamot megnyerte. Ezzel a teljesítménnyel világbajnoki második lett, és a McLaren is megszerezte az ezüstérmet.
Az autót vezető másik versenyző pozíciója év közben változott. Kezdetben az 1991-es CART-győztes Michael Andretti lett Senna csapattársa. Ő nem ért el jó eredményeket, az olasz nagydíjon elért harmadik helye maradt a legjobb. Gyenge produkciója több tényezőre volt visszavezethető: az akkori szabályok szerint korlátozott tesztelési lehetősége volt csak, esős versenyen soha nem ment előtte, és ráadásul többször vétlenül lett versenybalesetek áldozata. Andretti emellett nemigen tudott hozzászokni se az aktív felfüggesztéshez, se a kipörgésgátlóhoz, ami ismeretlen volt a CART-ban. Mivel továbbra is Amerikában élt és onnan járt be a gyárba tesztelni vagy versenyezni, ezért ez is nehézségeket okozott. Közös megegyezéssel az olasz nagydíj után szerződést bontott a McLaren-nel - elért dobogója a mai napig az utolsó amerikai dobogós helyezés.
Portugáliától a tesztpilóta Mika Häkkinen került a helyére, aki rögtön bebizonyította alkalmasságát azzal, hogy az időmérő edzésen legyőzte Sennát, ami igen ritkán fordult elő a csapattársai sorában. A három versenyen, amin részt vett, két kiesést és egy harmadik helyet könyvelhetett el.

## A kísérleti MP8/B
Készült egy kísérleti autó is, melyet azzal a szándékkal teszteltek, hogy kipróbálják vele a Lamborghini V12-es motorját. A gyártó 1989 óta volt jelen a Formula–1-ben. Ron Dennis és Bob Lutz (a Chrysler, mint márkatulajdonos képviselője) megállapodtak abban, hogy a 710 lóerős, LE3512 jelzésű motort fogják tesztelni, melyet abban az évben a Larrousse csapat használt, a korábbi években pedig a Lotus és a Ligier is kísérletezett vele, több-kevesebb sikerrel. A Chrysler úgy vélte, hogy egy topcsapattal ki kell próbálniuk, hogy vajon a világbajnoki küzdelemre is esélyesek tudnak-e lenni.
A MP4/8B megépítése pár hónapot vett igénybe, főként a nagyobb és nehezebb motor beépítése miatti módosítások okán. A tiszta fehérre festett, csak Goodyear-reklámot magán viselő McLaren-Chrysler nevű autót Senna és Häkkinen tesztelték Silverstone-ban. Senna javaslatára több változtatást is eszközöltek a motoron, aminek köszönhetően 750 lóerős teljesítményre lett képes, és az egyik legerősebb volt az 1993-as szezonban. Az autó gyors volt, és a Williamsekkel is könnyűszerrel felvehette volna a harcot.
Amin mégis megbukott az együttműködés, az a motor megbízhatatlansága volt. A Lamborghini motorjai sohasem a megbízhatóságukról voltak híresek, nyers erejük ellenére az 1990-es japán nagydíjon szerencsével elért harmadik hely volt a legjobb eredményük. Ráadásul időközben tető alá hoztak egy megállapodást, miszerint 1994-ben a McLaren a Peugeot V10-eseit fogja használni, ráadásul már Senna is aláírt a Williamshez. Két évvel később aztán a Mercedes lett az, mellyel hosszú távú együttműködést tudtak kialakítani.

## Utóélete
Sebastian Vettel megvásárolta Senna autóját, melyet "Race Without A Trace" kampányához használt fel, azaz kizárólag fenntartható forrásból származó üzemanyaggal tankolta. A 2023-as Goodwoodi Sebességfesztiválon bemutatót is tartott vele, valamint 2024-ben az imolai versenypályán, Senna halálának 30. évfordulóján is tett vele tiszteletköröket.

## Galéria

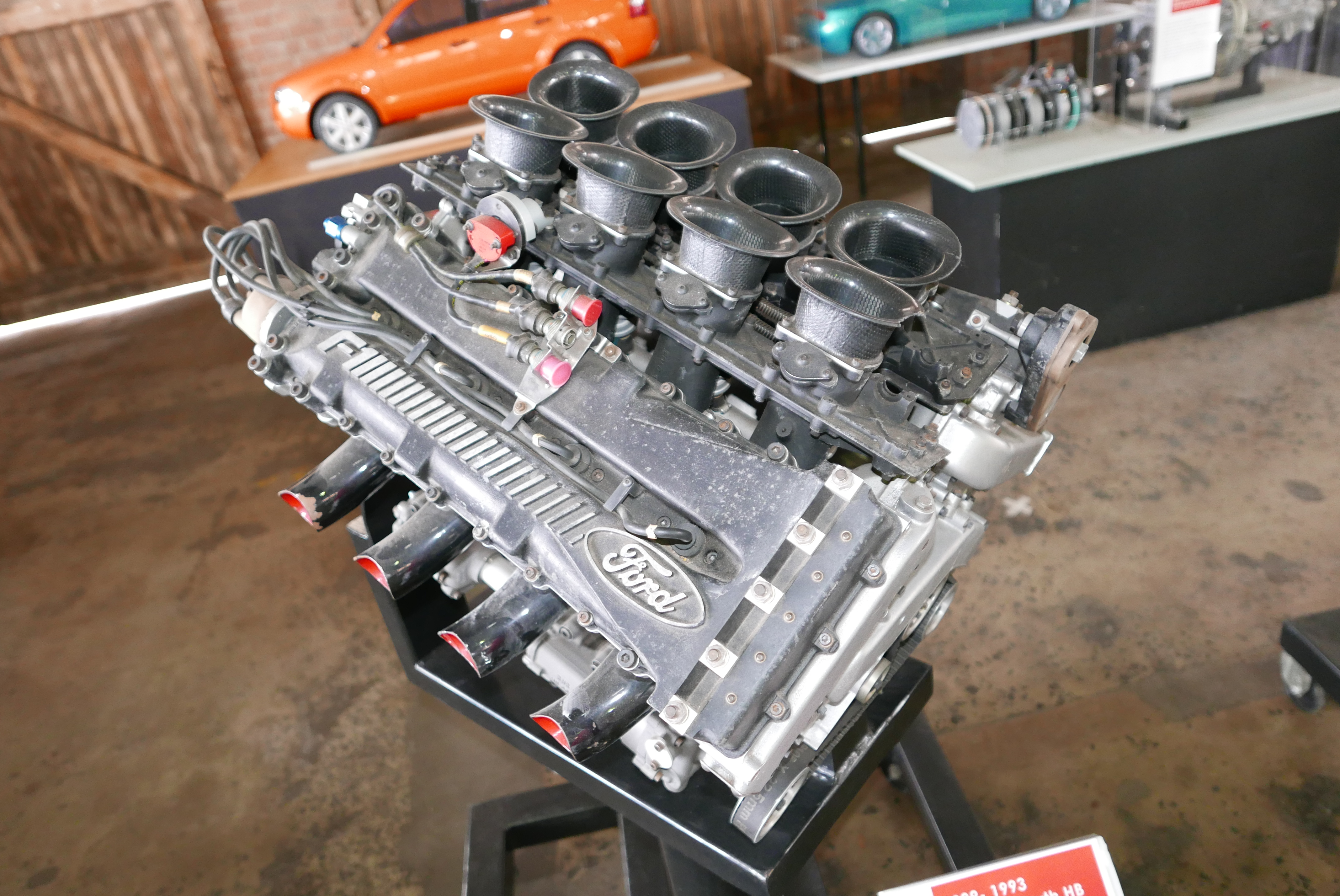
Ford Cosworth HB V8-as motor
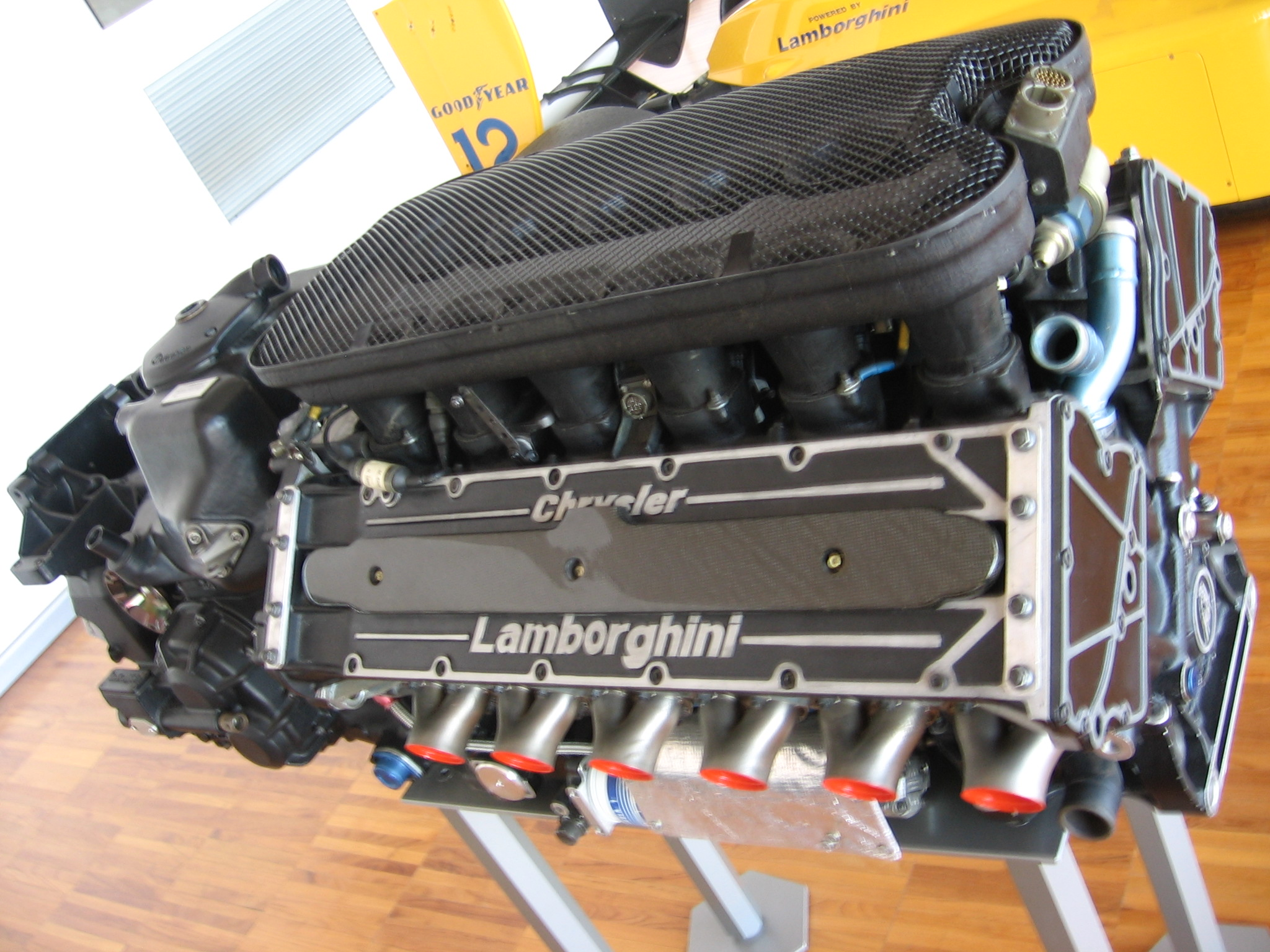
Lamborghini LE3512 V12-es motor
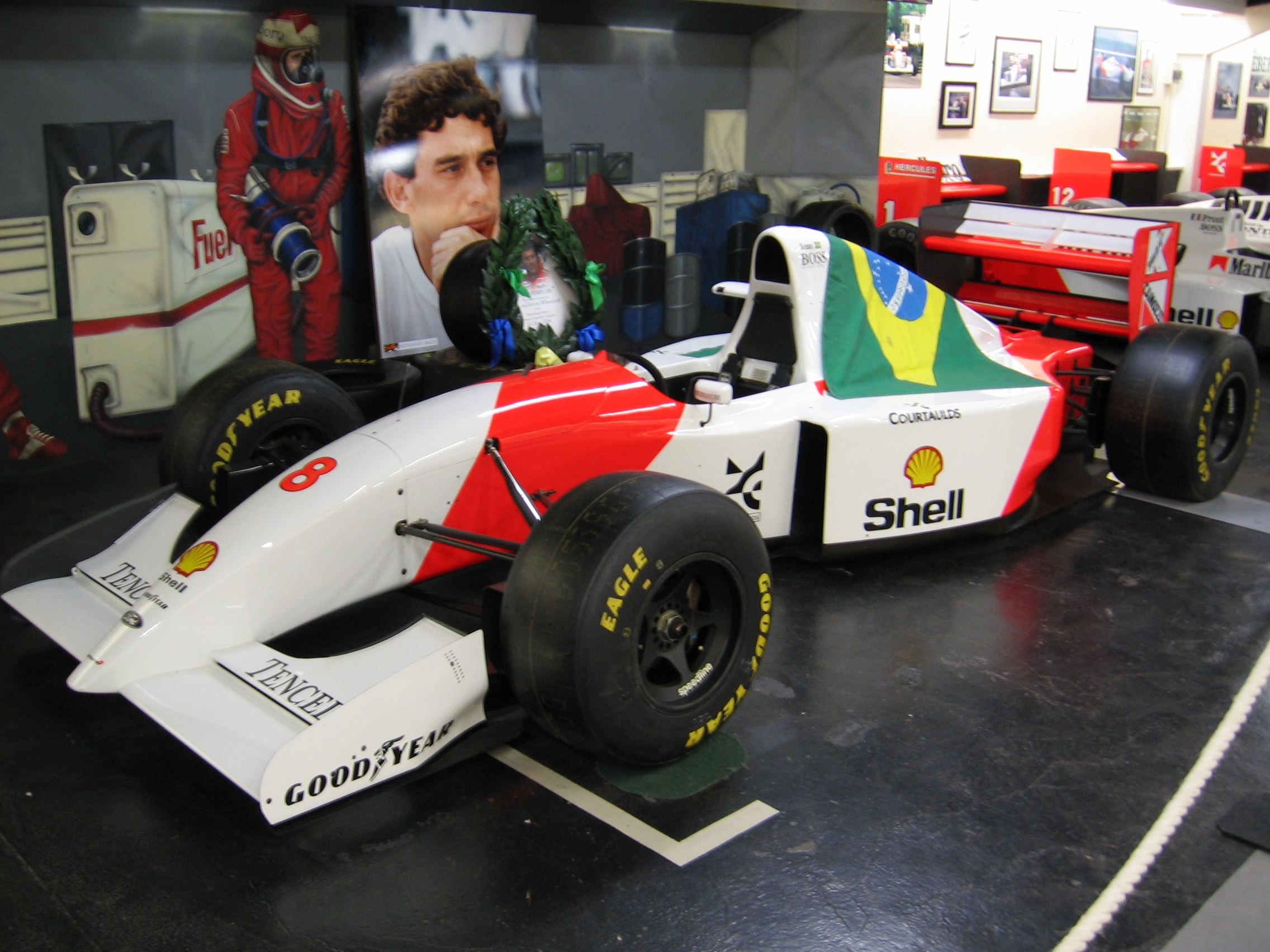
A Doningtonban kiállított MP4/8-as, Senna autója, mellyel megnyerte a futamot

## Eredmények
(félkövérrel jelölve a pole pozíció; dőlt betűvel a leggyorsabb kör)
| Év   | Csapat           | Motor        | Gumik | Pilóták          | 1   | 2   | 3   | 4   | 5   | 6   | 7   | 8   | 9   | 10  | 11  | 12  | 13  | 14  | 15  | 16  | Pontok | Helyezés |
| ---- | ---------------- | ------------ | ----- | ---------------- | --- | --- | --- | --- | --- | --- | --- | --- | --- | --- | --- | --- | --- | --- | --- | --- | ------ | -------- |
| 1993 | Marlboro McLaren | Ford HBD7 V8 | G     |                  | RSA | BRA | EUR | SMR | ESP | MON | CAN | FRA | GBR | GER | HUN | BEL | ITA | POR | JPN | AUS | 84     | 2.       |
| 1993 | Marlboro McLaren | Ford HBD7 V8 | G     | Michael Andretti | KI  | KI  | KI  | KI  | 5   | 8   | 14  | 6   | KI  | KI  | KI  | 8   | 3   |     |     |     | 84     | 2.       |
| 1993 | Marlboro McLaren | Ford HBD7 V8 | G     | Mika Häkkinen    |     |     |     |     |     |     |     |     |     |     |     |     |     | KI  | 3   | KI  | 84     | 2.       |
| 1993 | Marlboro McLaren | Ford HBD7 V8 | G     | Ayrton Senna     | 2   | 1   | 1   | KI  | 2   | 1   | 18  | 4   | 5   | 4   | KI  | 4   | KI  | KI  | 1   | 1   | 84     | 2.       |